# Communauté de communes Buëch-Dévoluy
Die Communauté de communes Buëch-Dévoluy ist ein französischer Gemeindeverband mit der Rechtsform einer Communauté de communes im Département Hautes-Alpes in der Region Provence-Alpes-Côte d’Azur. Sie umfasst 20 Gemeinden, ihr Verwaltungssitz befindet sich im Ort Veynes.

## Historische Entwicklung
Der Gemeindeverband entstand mit Wirkung vom 1. Januar 2017 durch die Fusion der Vorgängerorganisationen
- Communauté de communes Buëch-Dévoluy (vor 2017) und
- Communauté de communes du Haut-Buëch.

Trotz der Namensgleichheit mit der Vorgängerorganisation handelt es sich um eine Neugründung mit anderer Rechtspersönlichkeit.

## Mitgliedsgemeinden
| Gemeinde                             | Einwohner 1. Januar 2022 | Fläche km² | Dichte Einw./km² | Code INSEE | Postleitzahl |
| ------------------------------------ | ------------------------ | ---------- | ---------------- | ---------- | ------------ |
| Aspremont                            | 362                      | 18,52      | 20               | 05008      | 05140        |
| Aspres-sur-Buëch                     | 802                      | 42,65      | 19               | 05010      | 05140        |
| Chabestan                            | 171                      | 12,20      | 14               | 05028      | 05400        |
| Châteauneuf-d’Oze                    | 30                       | 26,23      | 1                | 05035      | 05400        |
| Furmeyer                             | 175                      | 14,27      | 12               | 05060      | 05400        |
| La Beaume                            | 150                      | 29,64      | 5                | 05019      | 05140        |
| La Faurie                            | 298                      | 31,44      | 9                | 05055      | 05140        |
| La Haute-Beaume                      | 7                        | 7,13       | 1                | 05066      | 05140        |
| La Roche-des-Arnauds                 | 1.675                    | 53,75      | 31               | 05123      | 05400        |
| Dévoluy                              | 885                      | 186,37     | 5                | 05139      | 05250        |
| Le Saix                              | 132                      | 22,15      | 6                | 05158      | 05400        |
| Manteyer                             | 500                      | 25,63      | 20               | 05075      | 05400        |
| Montbrand                            | 74                       | 25,03      | 3                | 05080      | 05140        |
| Montmaur                             | 535                      | 48,77      | 11               | 05087      | 05400        |
| Oze                                  | 103                      | 12,03      | 9                | 05099      | 05400        |
| Rabou                                | 90                       | 26,56      | 3                | 05112      | 05400        |
| Saint-Auban-d’Oze                    | 75                       | 13,21      | 6                | 05131      | 05400        |
| Saint-Julien-en-Beauchêne            | 135                      | 59,43      | 2                | 05146      | 05140        |
| Saint-Pierre-d’Argençon              | 154                      | 18,81      | 8                | 05154      | 05140        |
| Veynes                               | 3.244                    | 42,60      | 76               | 05179      | 05400        |
| Communauté de communes Buëch-Dévoluy | 9.597                    | 716,42     | 13               | –          | –            |